# (22474) Frobenius
(22474) Frobenius ist ein Asteroid des Hauptgürtels, der am 8. März 1997 vom italoamerikanischen Astronomen Paul G. Comba am Prescott-Observatorium (IAU-Code 684) in Arizona entdeckt wurde.
Der Asteroid wurde am 9. Mai 2001 nach dem deutschen Mathematiker Ferdinand Georg Frobenius (1849–1917) benannt.